# PLH Arkitekter
PLH Arkitekter er en dansk arkitekt- og designvirksomhed grundlagt i 1977 af Palle Leif Hansen (1948-1997). I dag er PLH ejet af svenske XPartners, der er en platform for nordiske konsulentvirksomheder inden for ingeniør- og designindustrien. Søren Mølbak, Kirsten Herup Søvang, Lars Toksvig og Paulette Christophersen er partnere og en del af ledelsen. PLH rådgiver bredt og dækker områderne arkitektur og byplanlægning, bygherrerådgivning, indretningsdesign, industrielt design og workplace design. 
Erhverv, skoler, kultur- og sundhedsbyggerier, boligbebyggelser, renoveringer, tekniske bygninger og infrastruktur er nogle af de bygningstyper, tegnestuen arbejder med. 
Tegnestuen har ca. 250 medarbejdere. 

## Udvalgte projekter
- K 29, Vilnius, Litauen (2013 - 2015)
- GeoCenter Møns Klint, Møn, Danmark (2007)[1]
- Allerhuset, Havneholmen, København (2009)[2]
- Rigsarkivet, København (2009)[3]
- ØK's hovedsæde (overtaget af Alm. Brand), Midtermolen, København (1998)
- Havnestaden masterplan, Islands Brygge, København (1996-2006)[4]

## Udmærkelser
- 2016 World Architecture Festival, Berlin - - Ny Trelleborg,  Nyt viden- og oplevelsescenter shortlisted  [5].
- 2009 Allerhuset - Præmieret af Københavns Kommune
- 2008 World Architecture Festival, Barcelona – GeoCenter Møns Klint shortlisted
- 2008 VM Zinc Award – GeoCenter Møns Klint
- 2008 Vordingborg Kommunes præmiering - GeoCenter Møns Klint
- 2005 Bentley Corporation BE2005 Award of Excellence
- 2005 MIPIM Architectural Review, Future Projects Award, Nomination for Offices
- 2004 IF Award 2004 – PlanSign skiltesystem
- 2003 Byplanprisen 2003 – Havnestad, Islands Brygge
- 2002 Diplom fra Ringsted Kommune – Ådalskolen
- 2002 Designex Design Product Award, Australien – LP-Charisma lampe
- 2001 Dansk Design Center, Den Danske Designpris 2001 – LP-Charisma lampe